# Línea M4 (Metro de Estambul)
La línea M4, oficialmente conocida como la línea de metro M4 Kadıköy - Aeropuerto Sabiha Gökçen (en turco: M4 Kadıköy–Sabiha Gökçen Havalimanı metro hattı), es una línea de tránsito rápido de 33,5 kilómetros (20,8 mi) y 23 estaciones del Metro de Estambul. Se representa en color rosa intenso en los mapas y letreros de ruta. Recorriendo desde Kadıköy hasta el Aeropuerto Sabiha Gökçen, es la primera línea de tránsito rápido que opera en el lado asiático de Estambul. La M4 discurre principalmente bajo la carretera estatal D100, paralela al ferrocarril Estambul-Ankara y es completamente subterránea.

## Estaciones
| Estación                 | Acc. | Enlaces | Apertura              | Distrito | Notas                                  |
| ------------------------ | ---- | ------- | --------------------- | -------- | -------------------------------------- |
| Kadıköy                  |      |         | 17 de agosto de 2012  | Kadıköy  |                                        |
| Ayrılık Çeşmesi          |      |         | 29 de octubre de 2013 | Kadıköy  |                                        |
| Acıbadem                 |      |         | 17 de agosto de 2012  | Kadıköy  |                                        |
| Ünalan                   |      |         | 17 de agosto de 2012  | Kadıköy  |                                        |
| Göztepe                  |      |         | 17 de agosto de 2012  | Kadıköy  |                                        |
| Yenisahra                |      |         | 17 de agosto de 2012  | Kadıköy  |                                        |
| Kozyatağı                |      |         | 17 de agosto de 2012  | Kadıköy  |                                        |
| Bostancı                 |      |         | 17 de agosto de 2012  | Kadıköy  |                                        |
| Küçükyalı                |      |         | 17 de agosto de 2012  | Maltepe  |                                        |
| Maltepe                  |      |         | 17 de agosto de 2012  | Maltepe  |                                        |
| Huzurevi                 |      |         | 17 de agosto de 2012  | Maltepe  |                                        |
| Gülsuyu                  |      |         | 17 de agosto de 2012  | Maltepe  |                                        |
| Esenkent                 |      |         | 17 de agosto de 2012  | Maltepe  |                                        |
| Hastane-Adliye           |      |         | 17 de agosto de 2012  | Kartal   |                                        |
| Soğanlık                 |      |         | 17 de agosto de 2012  | Kartal   |                                        |
| Kartal                   |      |         | 17 de agosto de 2012  | Kartal   |                                        |
| Yakacık-Adnan Kahveci    |      |         | 10 de octubre de 2016 | Kartal   |                                        |
| Pendik                   |      |         | 10 de octubre de 2016 | Pendik   |                                        |
| Tavşantepe               |      |         | 10 de octubre de 2016 | Pendik   |                                        |
| Fevzi Çakmak-Hastane     |      |         | 2 de octubre de 2022  | Pendik   |                                        |
| Yayalar-Şeyhli           |      |         | 2 de octubre de 2022  | Pendik   |                                        |
| Kurtköy                  |      |         | 2 de octubre de 2022  | Pendik   |                                        |
| Sabiha Gökçen Havalimanı |      |         | 2 de octubre de 2022  | Pendik   | Aeropuerto Internacional Sabiha Gökçen |